# Емит (окръг, Айова)
Окръг Емит (на английски: Emmet County) е окръг в щата Айова, Съединени американски щати. Площта му е 1025 квадратни километра, а населението – 9208 души (по изчисления за юли 2019 г.). Административен център е град Естървил.